# Дрозд Максим Георгійович
Максим Георгійович Дрозд (рос. Дрозд Максим Георгиевич; нар. 11 березня 1968, Одеса) — російський актор кіно та театру. Знімався у багатьох російських та українських фільмах у серіалах.

## Біографія
Народився 11 березня 1968 року в Одесі у сім'ї народного артиста України Георгія Дрозда. 
У 1993 році закінчив Школу-студію МХАТ. Після випуску деякий час грав у Театрі імені Єрмолової.

### Кар'єра
У 1992 році, будучи студентом, дебютував у кіно, знявшись у військовій драмі «Афганець». Потім було ще кілька ролей у картинах «Вишневий сад», «Графиня Шереметєва», «Яка дивна гра» і «Золоте дно». Після цього тимчасово пішов з професії і повернувся до акторської роботи лише через кілька років, на початку 2000-х років, знявшись в детективних серіалах «Громадянин начальник», «МУР є МУР», «Стилет 2».
Максим продовжив зніматися як в епізодах, так і в більш помітних ролях в телесеріалах — військовій драмі «Штрафбат», авантюрному детективі «Ад'ютанти любові», трилері «Дев'ять невідомих», містичному детективі «Повний місяць», мелодрамі «Примадонна». Грав, переважно, ролі військових, працівників правоохоронних органів або представників кримінального світу.
Максим знімався не тільки в російських проектах, а й в українських, на його рахунку ролі в таких серіалах і фільмах, як «Ангел-охоронець», «Обережно, блондинки!», «Тримай мене міцніше», «Хороші хлопці».

### Сім'я
Перша дружина — Лідія Фоміна, балетмейстер (1991—2002). Друга дружина — Ніна Дрозд (2003—2006). Третя дружина — акторка Вікторія Полторак (2009—2014), з нею він познайомився на зйомках серіалу «Проклятий рай». Є діти від першого шлюбу (Дарина), від другого (Єгор і Марія) і від третього (Софі).

## Фільмографія
- 1991 — Афганець
- 1992 — На полустанку
- 1995 — Яка дивна гра —  епізод
- 2001 — Громадянин начальник —  Підгайцов
- 2003 — Повний місяць —  Головня
- 2004 — Штрафбат —  Степан Булига
- 2004 — МУР є МУР
- 2005 — Втеча —  епізодична роль
- 2005 — Ад'ютанти любові —  французький посол
- 2005 — Примадонна —  Костя Олійник
- 2005 — Сьоме небо —  «Заєць», друг Шубіна
- 2005 — Дев'ять невідомих —  Данила Гуляєв, капітан ФСБ
- 2006 — Полювання на піранью —  Жгутов
- 2006 — Янгол-охоронець —  Віталік
- 2006 — Євлампія Романова-3 —  Клим Подільський
- 2006 — Проклятий рай —  «Каїн»
- 2007 — Диверсант 2: Кінець війни —  капітан-смершевець
- 2007 — Ліквідація —  Толя Живчик
- 2007 — Ти мені снишся ... —  Петро Краснов
- 2007 — Даїшники
- 2007 — Агонія страху —  Жора Уваров
- 2007 — Подруга банкіра —  кілер
- 2007 — Вигнання
- 2007 — Тримай мене міцніше —  Дмитро Шахов
- 2008 — Хороші хлопці
- 2008 — Смерть шпигунам. Крим —  Ашот Григорян, майор
- 2008 — Тільки вперед —  Сергій Вікторович Грушин
- 2008 — Батьківський день —  Артем Владимиров
- 2008 — Капкан для кілера —  «Гном»
- 2008 — День Д —  Урмас
- 2008 — Дві історії про кохання —  Олег Кірєєв
- 2009 — Таємна варта —  Санін — Семенюк
- 2009 — Терор любов'ю —  Федір
- 2009 — Інші —  Троянов, німецький диверсант
- 2010 — Брат за брата —  Арсен Джабраїлов, авторитетний підприємець
- 2010 — Російський дубль —  Максим
- 2011 — Степ бай степ —  Артем
- 2011 — Втікачі —  Семен
- 2012 — Зовнішнє спостереження
- 2012 — Крутий —  Каверін
- 2012 — Санта Лючія —  Геннадій Свірін
- 2012 — Годинникар —  Боря
- 2012 — Самотній вовк —  майор Гірін
- 2013 — Станиця —  Микола Волков
- 2013 — Пристрасті по Чапаю —  комісар Захаров
- 2013 — Пастка —  Павло Камов, «Камаз»
- 2013 — Тихе полювання —  капітан Ярослав Широков
- 2014 — Пізніше каяття —  Єгор
- 2015 — А зорі тут тихі... —  Олексій Лужина
- 2015 — Закохані жінки —  Максаков
- 2015 — Два плюс два —  Микита
- 2015 — За законами воєнного часу —  Микола Мирський
- 2015 — Мужики і баби —  Ванька Жадов
- 2016 — Мурка —  Берг